# Менжинське
Ме́нжинське (рос. Менжинское) — село у складі Сладковського району Тюменської області, Росія.
Населення — 325 осіб (2010, 430 у 2002).
Національний склад станом на 2002 рік:
- росіяни — 80 %